# Vice-Admiral Kulakov (cacciatorpediniere)
Vice-Admiral Kulakov (in russo «Вице-адмирал Кулаков»?) è un cacciatorpediniere classe Udaloj appartenente alla Marina russa. Nel 2022 la nave risultava in servizio attivo. Essa prende il nome dall'ufficiale della marina sovietica Nikolai Kulakov.

## Storia

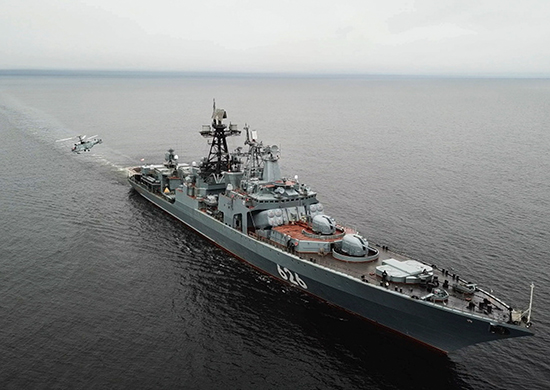
Il Vice-Admiral Kulakov in un'esercitazione

Il Vice-Admiral Kulakov entrò in servizio nel dicembre 1981 e rimase operativo nella Flotta del Nord fino al marzo 1991, quando fu ritirato per riparazioni che durarono oltre 18 anni. La nave si recò alla base di Severomorsk il 7 dicembre 2010, in preparazione del suo ritorno in servizio attivo. Il 5 gennaio 2011 scoppiò un incendio in una delle mense della nave, probabilmente causato da un cortocircuito. Il danno fu minimo e non compromise l'efficacia in combattimento della nave.
Il 3 settembre 2011, il cacciatorpediniere effettuò i primi test di atterraggio in navigazione per il nuovo elicottero Ka-52K.

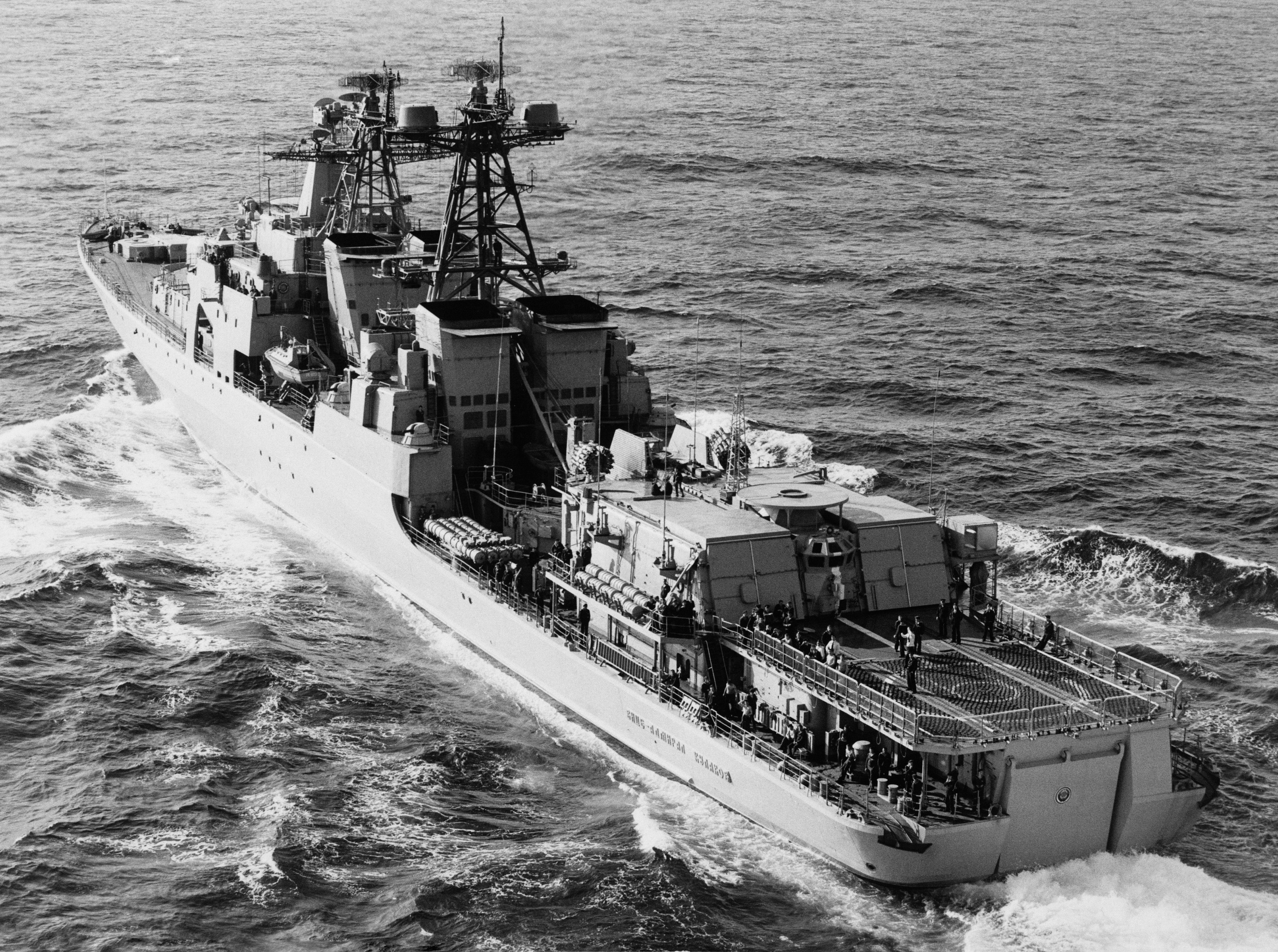
Il Vice-Admiral Kulakov nel 1985

Nel 2012, il cacciatorpediniere scortò convogli commerciali nell'ambito della missione antipirateria nel Golfo di Aden. Nel luglio dello stesso anno guidò una flottiglia della Flotta del Nord nel Mediterraneo orientale per esercitazioni navali, vicino alla costa siriana. Ne seguì, nel mese di agosto, una visita di cinque giorni alla base navale di Portsmouth, in Inghilterra, e nel settembre visitò Cobh, in Irlanda.
Nel maggio 2013, partecipò alle commemorazioni del 70° anniversario della Battaglia dell'Atlantico a Liverpool, in Inghilterra.
Il cacciatorpediniere britannico, HMS Dragon venne dispiegato nelle acque a nord della Scozia per seguire il Vice-Admiral Kulakov mentre navigava vicino al Regno Unito nell'aprile 2014, in un contesto di crescenti tensioni tra Russia e Regno Unito.
Nel 2016, la nave venne inviata nuovamente nel Mediterraneo orientale per sostenere l'intervento russo nella guerra civile siriana. Nel marzo dello stesso anno, mentre la nave e le unità russe di supporto entravano nella zona economica esclusiva del Regno Unito, furono intercettate e scortate dalla fregata britannica HMS Somerset.

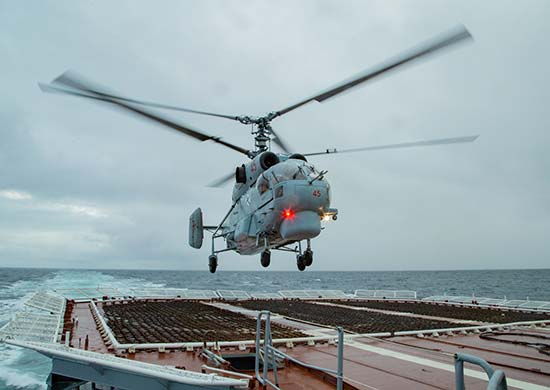
Atterraggio di un elicottero K-27 sul ponte del cacciatorpediniere Vice-Admiral Kulakov

Nel 2020 fu riferito che sarebbe stata aggiornata secondo lo standard del recentemente ristrutturato Maršal Šapošnikov. L'8 giugno 2020, la nave entrò nel Mare di Barents per condurre esercitazioni antisommergibile e successivamente, salpò per Kronstadt per partecipare alla parata del giorno della Marina il 26 luglio. Accompagnata dalla petroliera Akademik Pashin e dal rimorchiatore Altay, entrò poi nel Mar Mediterraneo e fece tappa in diversi porti. Tra l'11 e il 13 agosto visitò l'Algeria, tra il 30 agosto e il 2 settembre Cipro, tra il 19 e il 22 ottobre la Grecia e il 1º novembre la Siria. Il distaccamento navale era comandato dal Capo di Stato Maggiore della brigata delle navi antisommergibile della Flotta del Nord, Capitano di 1° grado Stanislav Varik. Durante il tragitto verso il porto di partenza, il cacciatorpediniere attraversò il Pas-de-Calais il 14 novembre, entrò nel Mare di Barents l'8 dicembre e ritornò al porto di partenza al porto di Severomorsk il 10 dicembre, dove il distaccamento fu accolto dal comandante della Flotta del Nord: Aleksandr Moiseyev.
Nel 2021, il Vice-Admiral Kulakov fu dispiegato nel Mar Mediterraneo e successivamente nel Golfo di Guinea, insieme alla petroliera Akademik Pashin e al rimorchiatore Altay. Il 25 ottobre, liberò la nave portacontainer Lucia, battente bandiera panamense, in navigazione dal Togo al Camerun, dopo che era stata attaccata dai pirati. Sulla via del ritorno, il cacciatorpediniere monitorò un'esercitazione navale su larga scala della NATO nel Mare di Norvegia, alla quale parteciparono due fregate norvegesi, quattro corvette, due sottomarini e altre navi, oltre a una fregata tedesca, francese, danese e portoghese.

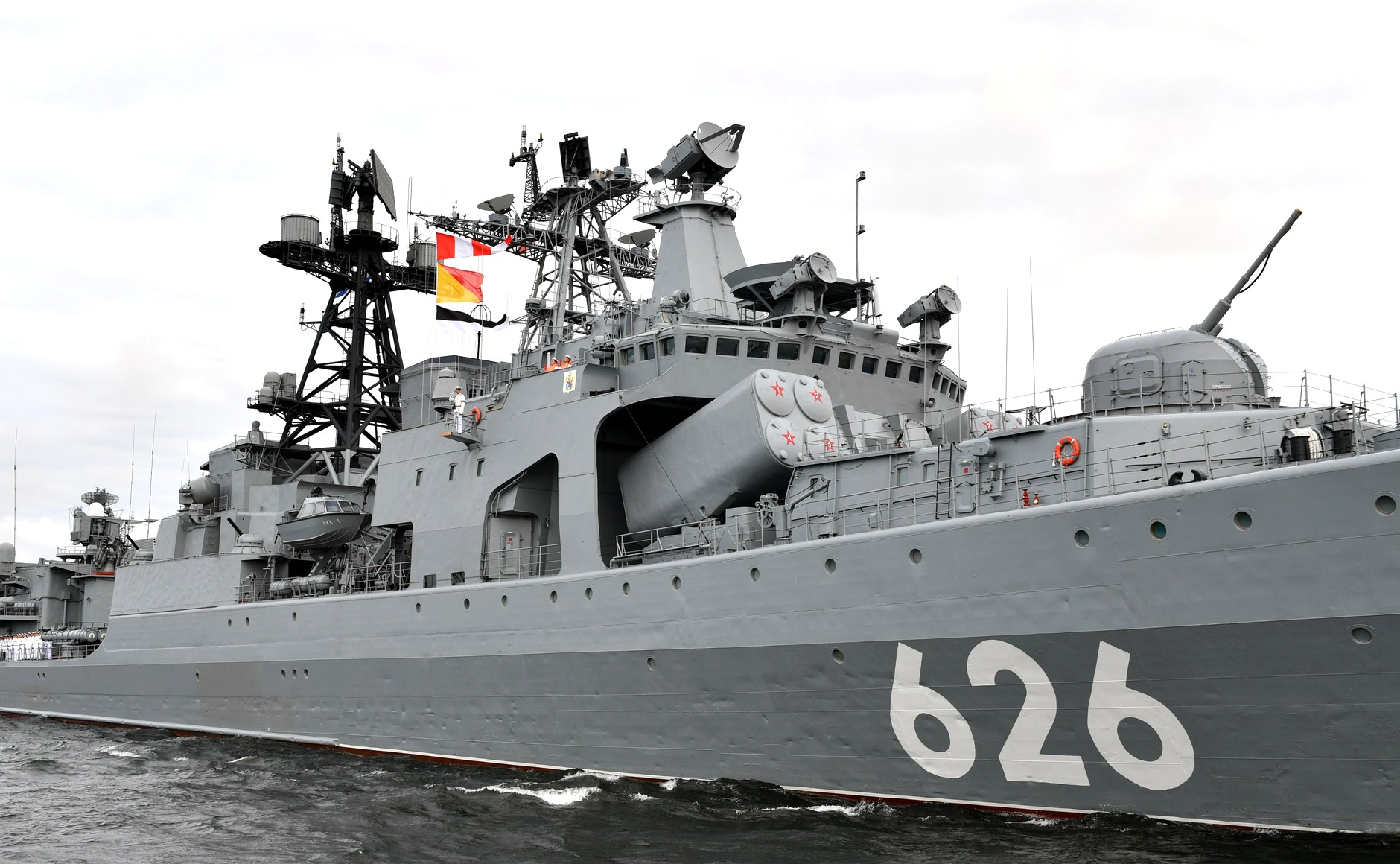
Cacciatorpediniere Vice-Admiral Kulakov. Parata navale del 25 luglio 2021